# Pueblo Solís
Pueblo Solís, también conocido como Solís Grande es una localidad uruguaya del departamento de Maldonado. Integra el municipio de Solís Grande.

## Ubicación
La localidad se encuentra situada en la zona suroeste del departamento de Maldonado, al este del arroyo Solís Grande, junto al cruce de la ruta 9 sobre el anterior arroyo. Dista 5 km de la localidad de Gregorio Aznárez y 54 km de la capital departamental Maldonado.

## Población
El censo de 2011 registró una población de 61 habitantes para la ciudad, sin información disponible de recuentos anteriores.
| --            | 61 |
| (Fuente: INE) |    |